# Pearl van der Wissel
Pearl van der Wissel (* 14. April 1984 in Leiden, Niederlande) ist eine ehemalige niederländische Handballspielerin. 

## Sportliche Laufbahn
Pearl van der Wissel spielte in ihrer Heimat bei UDSV, Aalsmeer, Orient, VOC Amsterdam und Omni sportverenigung Hellas. Nachdem die Rückraumspielerin im Jahr 2002 mit Hellas die Meisterschaft gewonnen hatte, wechselte sie zum dänischen Erstligisten GOG Svendborg TGI. Mit GOG gewann sie 2005 den dänischen Pokal. Nach insgesamt sieben Jahren bei GOG wechselte sie zum französischen Verein Toulon Saint-Cyr Var Handball, mit dem sie 2010 die Meisterschaft gewann. Nach nur einer Saison zog sie weiter zum deutschen Bundesligisten Thüringer HC. Mit dem THC gewann sie 2011 die Deutsche Meisterschaft und den DHB-Pokal. Im Sommer 2011 schloss sie sich dem dänischen Erstligisten SK Aarhus an. Im Januar 2012 wechselte van der Wissel zum HC Odense. Nach der Saison 2014/15 beendete sie ihre Karriere. Im September 2015 kehrte van der Wissel wieder in den Kader von HC Odense zurück, um die am Knie verletzte Nadia Offendal zu ersetzen. Nach der Saison 2017/18 beendete sie endgültig ihre Karriere.
Sie bestritt 217 Länderspiele für die niederländische Nationalmannschaft, in denen sie 560 Treffer erzielte. Mit der niederländischen Auswahl belegte sie den fünften Platz bei der Weltmeisterschaft 2005 in Russland. Zusätzlich wurde sie in das Allstar-Team der WM gewählt. Weiterhin gewann sie die Bronzemedaille bei der Weltmeisterschaft 2017.